# Ernst Tanner (Manager)
Ernst Tanner (* 24. Juli 1946; heimatberechtigt in Bargen SH) ist ein Schweizer Wirtschaftsmanager und Unternehmer. Er ist Verwaltungsratspräsident des Schokoladenherstellers Lindt & Sprüngli.

## Leben
Nach seiner Grundausbildung als Diplomkaufmann bildete sich Tanner an Business Schools in London und Harvard weiter. Er arbeitete über 25 Jahre in führenden Managementpositionen im Konzern Johnson & Johnson in Europa und den USA. Von 1993 bis 2016 war er Geschäftsführer (CEO) von Lindt & Sprüngli, seit 1994 ist er Verwaltungsratspräsident, über viele Jahre im Doppelmandat als CEO. Seit 1995 ist er Mitglied und seit 2011 Vizepräsident des Verwaltungsrats sowie seit 2002 Mitglied und seit 2014 Präsident des Vergütungsausschusses bei der Swatch Group sowie Mitglied des Beirats der deutschen Krombacher Brauerei GmbH & Co. KG. 2015 hatte Tanner für 90 bis 100 Mio. Euro 10 Prozent der österreichischen Signa Holding übernommen, auch dort hat er ein Mandat als Beirat. Laut Bilanz hat Tanner seinen Anteil 2021 von sieben auf drei Prozent reduziert, um jene Bankkredite zurückzuzahlen, mit deren Hilfe er vor Jahren zehn Prozent erworben hatte. Dafür engagiert er sich neu in der Tochter Signa Sports United, die im Oktober 2021 an die New Yorker Börse ging.